# Parque nacional de Koljeti
El parque nacional de Koljeti es un parque nacional ubicado en la histórica región de la Cólquida, en Georgia occidental. Queda en la llanura costera del mar Negro, entre las desembocaduras del Tikori y Supsa y extendiéndose por los distritos de Zugdidi, Jobi, Lanchjuti, Senaki y Abasha. El parque se estableció durante 1998 y 1999 como parte del Proyecto de Administración costera integrada de Georgia, que fue respaldada financieramente por el Banco Mundial (WB) y el Global Environmental Facility (GEF). El parque nacional Koljeti tiene una superficie de 28.940 hectáreas, incorporando la tierra de lo que anteriormente era la reserva natural estatal Koljeti, de 500 hectáreas, que se había establecido en 1947, y los humedales que la rodean, incluyendo el lago Paliastomi.